# Les Cieux pétrifiés
Les Cieux pétrifiés (titre original : The Stone Sky) est un roman de science-fiction et de fantasy écrit par N. K. Jemisin, paru en 2017 puis traduit en français et publié en 2018. L'ouvrage a obtenu le prix Nebula du meilleur roman 2017, le prix Hugo du meilleur roman 2018 et le prix Locus du meilleur roman de fantasy 2018.

## Résumé
Le retour imminent de la Lune signifie-t-il la fin de l’humanité ou au contraire sa rédemption ? La réponse à cette question repose sur les épaules d’une femme et de sa fille. La première, Essun, entend se servir des pouvoirs qu’elle a hérités d’Albâtre pour bâtir un monde dans lequel les orogènes seraient libres. Mais pour la seconde, Nassun, il est trop tard. Elle a vu ce que le monde avait à offrir de pire, et elle a accepté ce que sa mère n’admettra jamais : qu’il est corrompu au-delà du point de non-retour, et que sa destruction est inévitable.

## Éditions
- The Stone Sky, Orbit, 15 août 2017, 448 p.  (ISBN 978-0-316-22924-1)
- Les Cieux pétrifiés, J'ai lu, coll. « Nouveaux Millénaires », 12 septembre 2018, trad. Michelle Charrier, 445 p.  (ISBN 978-2-290-14430-5)
- Les Cieux pétrifiés, J'ai lu, coll. « Science-fiction » no 12927, 11 mars 2020, trad. Michelle Charrier, 512 p.  (ISBN 978-2-290-22877-7)